# ゲット・バック
「ゲット・バック」（Get Back）は、ビートルズの楽曲。1969年4月にシングル盤として発売され、全英シングルチャートをはじめとした多数のシングルチャートで第1位を獲得した。レノン＝マッカートニー名義となっているが、ポール・マッカートニーによって書かれた楽曲。レコーディングにはビリー・プレストンがエレクトリックピアノで参加しており、シングル盤には「ザ・ビートルズ・ウィズ・ビリー・プレストン」と表記されている。
アルバム『ザ・ビートルズ』の制作中に露見したメンバー間の音楽性の違い、様々な軋轢、録音技術・機材の発達に伴い個別作業が増えたことによるすれ違い等、この時期のビートルズは重大な危機を迎えていた。そんな状況を危惧したマッカートニーが、「もう一度原点に戻ってやり直そう」と他のメンバーに呼びかけてスタートしたゲット・バック・セッションの中で作られた曲である。

## 背景

### 楽曲の誕生
「ゲット・バック」のメロディは、1969年1月7日にトゥイッケナム映画撮影所で行われたリハーサルでのジャム・セッションから出来た。その後、わずか数分でマッカートニーはいくつかの歌詞を考えだし、ジョージ・ハリスン作の「サワー・ミルク・シー」の「Get back to the place you should be」というフレーズを変形させるかたちで「Get back to where you once belonged （元いた場所に帰れよ）」というフレーズを加えた。1月9日の時点で、マッカートニーは「Sweet Loretta Martin」から始まる2番のヴァースの詞が完成形に近い状態に仕上げていた。マッカートニーは、シングル『ゲット・バック』のプレスリリース時に、「僕らはスタジオに座って、ごく自然にこの曲を作り上げた。言葉を書き始めて、書き終わったらアップル・スタジオでレコーディングして、めまぐるしかった」と語っている。
当初より本作はシングルとして発売することを想定して制作されており、レノンは「レコーディングしてからこの曲は『シングル用』とされていた。しまいにはその話にうんざりして『そうだね。明日出そう』と言ったんだ」と語っている。その後1980年の『プレイボーイ』誌のインタビューでは、本作について「『レディ・マドンナ』の更新版という感じ。ちゃんと書き直した感じかな」と語り、「ポールがこの曲の『Get back to where you once belonged（元いた場所に帰れよ）』の部分を歌う時にヨーコの方を見ていた」と加えている。

### 初期の歌詞
マッカートニーが、トゥイッケナム・スタジオでリハーサル時に本作を紹介していた当時、歌詞はコーラスを除いて未完成だった。バンドは後に「“パキスタン人はいらない”バージョン」として知られる様々な一時的な歌詞を即興で作成。このバージョンは、人種差別を告発してアメリカとイギリスの移民に対する態度を批判していた保守党議員のイーノック・パウエルによる「血の川演説」をパロディ化したもので、「プエルトリコ人はアメリカにいらない」、「パキスタン人、仕事を奪ってはいけない」などの歌詞が含まれていたが、これらは移民に対する偏見を持った人々への皮肉として考えたものだった。同じセッションの後半では、「Commonwealth Song」と呼ばれる簡単なジャムを演奏していて、 歌詞には「君たちは自分の出身地（コモンウェルス・ホーム）に帰れ」という一節が含まれていた。

## レコーディング
「ゲット・バック」のレコーディングが開始される前日のセッションで、不和が酷くなったスタジオの空気を和らげることを目的に、ハリスンはキーボーディストとしてビリー・プレストンを招いた。プレストンは、本作においてローズピアノを演奏した。
1969年1月23日にレコーディングが開始され、同日に10テイク録音された。セッション中、ハリスンがフォー・トップスの「リーチ・アウト・アイル・ビー・ゼア」のリズムで行こうと提案。段々と形作られていくが、この日のテイクはいずれも未発表となっている。1月27日に14テイク録音され、この時点でシングル収録テイクでも確認できるエンディング部分が加えられた。同日にレコーディングされた中から、テイク11が最も完成度が高いテイクとされた。翌28日にもう一度コーダ部分も含めてレコーディングされ、この日にレコーディングされたテイクからのコーダ部分と、前日のテイク11を組み合わせた音源が作成された。
1969年1月30日にアップル・レコード本社の屋上で行われたビートルズ最後のライヴ「ルーフトップ・コンサート」でも演奏され、映画『レット・イット・ビー』にもこの時の映像が含まれている。同公演において「ゲット・バック」は3回演奏された。ラスト・ナンバーとなった3回目では、通報を聞いて警官が駆け付けたのを受け、マル・エヴァンズにより一時的にレノンとハリスンのギターアンプの電源が切られ、ベース、ドラム、キーボードのみしか聞こえない箇所があり、間奏ではこれに言及するかたちで、マッカートニーが「You've been playing on the roofs again, and you know your Momma doesn't like it, she's gonna have you arrested!（また屋上で遊んでしまったね、ママは好きじゃないことは知ってるだろ、逮捕されるぞ！）」という語りを入れている。この時の音源は『ザ・ビートルズ・アンソロジー3』に収録されている。演奏終了後、モーリン・スターキー（当時のリンゴ・スターの妻）の歓声と拍手に対して、マッカートニーが「Thanks, Mo（ありがとう、モー）」と返し、続いてレノンが「I'd like to say thank you on behalf of the group and ourselves, I hope we passed the audition.…（バンドを代表して皆様にお礼申し上げます。オーディションに受かるといいな）」とコメントした。フィル・スペクターは、1月27日に録音されたテイクの前にレノンのトーク、曲の終わりに前述のライブの最後のマッカートニーとレノンのトークを加え、シングルとは異なるアレンジに仕上げた。
1969年4月4日にEMIのジェフ・ジャレットによってモノラル・ミックスが作成されたが、メンバーはミックスの仕上がりに不満を持ち、同月7日にシングルとして発売するために、オリンピック・スタジオにてマッカートニーとグリン・ジョンズによってリミックスが施された。

## リリース

### シングル・バージョン
「ゲット・バック」は、1969年4月11日にアップル・レコードからシングル盤として発売され、B面には「ドント・レット・ミー・ダウン」が収録された。シングル盤は、4月23日付の全英シングルチャートで初登場1位を獲得。その後6週連続で1位を獲得し、17週にわたってチャートインした。イギリスでの発売から約4週間後の5月5日にアメリカで発売され、5月24日付のBillboard Hot 100で1位を獲得した。『キャッシュボックス』誌でも5週連続で第1位を獲得し、年間ランキングで14位を獲得した。
シングル・バージョンは、プレストンが下降するピアノのリフを弾いた後に一度演奏が中断し、マッカートニーの高音とスターのドラムビートに続くかたちで演奏が再開され、その後フェード・アウトして曲が終わる。このセクションには、マッカートニーによる「Get back Loretta / Your mommy's waiting for you / Wearing her high-heel shoes / And her low-neck sweater / Get back home, Loretta.（帰れ、ロレッタ / 君のママが待ってるぞ / ハイヒールを履いて / そしてロウネックのセーターを着てる / 家へ帰れ、ロレッタ）」という語りが含まれている。
シングル盤は、いずれもアップル・レコードからのリリースとなっているが、契約の都合によりEMIも楽曲の権利を持っている。なお、シングル盤には「ビートルズ・ウィズ・ビリー・プレストン」と表記されている。
シングル・バージョンは、1973年に発売されたコンピレーション・アルバム『ザ・ビートルズ1967年〜1970年』でアルバム初収録となり、のちに『20グレイテスト・ヒッツ』、『パスト・マスターズ Vol.2』、『ザ・ビートルズ1』にも収録された。なお、1969年秋に発売が予定されていたアルバム『ゲット・バック』には、このシングル・バージョンと「ゲット・バック (リプリーズ)」なる音源が含まれていた。
イギリスとヨーロッパ諸国では、モノラル盤が発売された最後のビートルズのシングルとなっていたが、アメリカでは本作からステレオ盤のみの発売となっていた。
日本では1969年6月1日に発売された後、1981年9月1日に「レット・イット・ビー」との両A面シングルとして再発売された。

### アルバム『レット・イット・ビー』バージョン
フィル・スペクターは、アルバムのリプロデュースにあたり、シングルで発売されたアレンジとは異なるアレンジに仕上げた。シングルとは使用されたテイクは同じであるものの、冒頭には1969年1月27日のセッションでのレノンの「Sweet Loretta Fart, she thought she was a cleaner, but she was a frying pan.…（いとしのロレッタ・ファート（=屁）。彼女は自分を掃除機（または潔癖症）だと思っていたけど、実はフライパンだったのさ）」というセリフ、曲の最後にはルーフトップ・コンサートでのマッカートニーとレノンのセリフが加えられた。

### 『レット・イット・ビー...ネイキッド』バージョン
2003年に発売された『レット・イット・ビー...ネイキッド』では、シングルとアルバムで使われたテイクを元に新たに編集されたものが収録されている。エコーが除去されているが、こちらではセリフやシングル・バージョンに含まれていたコーダがカットされている。
『レット・イット・ビー...ネイキッド』の発売にあたり、トゥイッケナム・スタジオやアップル・スタジオで撮影された映像で構成されたミュージック・ビデオが制作された。このミュージック・ビデオは、2015年に発売された映像作品『1+』に収録された。

### 『LOVE』バージョン
2006年に発売された『LOVE』にジョージ・マーティンと彼の息子ジャイルズ・マーティンによってプロデュースした新バージョンが収録された。
このバージョンでは、「ア・ハード・デイズ・ナイト」の冒頭のコードから始まる。曲中では、「ジ・エンド」のドラムソロとギターソロ、「サージェント・ペパーズ・ロンリー・ハーツ・クラブ・バンド (リプライズ)」のテイク1におけるドラムのカウント、「ア・デイ・イン・ザ・ライフ」のオーケストラも使用されている。

### 『ザ・ビートルズ: Get Back』バージョン
2021年9月17日に『レット・イット・ビー』のスペシャル・エディションの発売およびドキュメンタリー『ザ・ビートルズ : Get Back』の配信開始に先駆け、ユニバーサルミュージックからテイク8が公開された。

## クレジット
※出典
- ポール・マッカートニー - ボーカル、ベースギター
- ジョン・レノン - リードギター、ハーモニー・ボーカル
- ジョージ・ハリスン - リズムギター
- リンゴ・スター - ドラム
- ビリー・プレストン - エレクトリックピアノ

## チャート成績

### 週間チャート
| チャート (1969年)                      | 最高位 |
| -------------------------------------- | ------ |
| オーストラリア (Kent Music Report)     | 1      |
| オーストリア (Ö3 Austria Top 40)       | 1      |
| ベルギー (Ultratop 50 Wallonia)        | 1      |
| ベルギー (Ultratop 50 Flanders)        | 1      |
| Canada Top Singles (RPM)               | 1      |
| アイルランド (IRMA)                    | 1      |
| アイルランド (IRMA)                    | 1      |
| 日本 (オリコン)                        | 10     |
| オランダ (Single Top 100)              | 1      |
| ニュージーランド (Listener)            | 1      |
| ノルウェー (VG-lista)                  | 1      |
| スウェーデン (Kvällstoppen Chart)      | 1      |
| スイス (Schweizer Hitparade)           | 1      |
| UK シングルス (OCC)                    | 1      |
| US Billboard Hot 100                   | 1      |
| US Cash Box Top 100                    | 1      |
| 西ドイツ (Media Control Singles Chart) | 1      |

| チャート (1976年)   | 最高位 |
| ------------------- | ------ |
| アイルランド (IRMA) | 8      |
| UK シングルス (OCC) | 28     |

| チャート (1981年)                                         | 最高位 |
| --------------------------------------------------------- | ------ |
| - 日本 (オリコン) - 「レット・イット・ビー」との両A面扱い | 50     |

| チャート (2021年)               | 最高位 |
| ------------------------------- | ------ |
| US LyricFind Global (Billboard) | 1      |

### 年間チャート
| チャート (1969年)        | 順位 |
| ------------------------ | ---- |
| Canada Top Singles (RPM) | 1    |
| US Billboard Hot 100     | 25   |
| US Cash Box              | 14   |

### オールタイム・チャート
| チャート (1958年 - 2018年) | 順位 |
| -------------------------- | ---- |
| US Billboard Hot 100       | 327  |

## 認定
| 国/地域                    | 認定        | 認定/売上数 |
| -------------------------- | ----------- | ----------- |
| アメリカ合衆国 (RIAA)      | 2× Platinum | 2,000,000^  |
| ^ 認定のみに基づく出荷枚数 |             |             |

## カバー・バージョン

### ポール・マッカートニーによるセルフカバー
マッカートニーは、たびたびソロのライブで演奏しており、『ポール・マッカートニー・ライブ!!』や『ポール・マッカートニー・ライブ・ハイライツ!!』、『グッド・イヴニング・ニューヨーク・シティ〜ベスト・ヒッツ・ライヴ』などのライブ・アルバムに収録された。
2009年7月15日に放送のCBS『レイト・ショー・ウィズ・デイヴィッド・レターマン』ではエド・サリヴァン・シアターの入口の屋根の上に上がって演奏し、2010年12月11日に放送のNBC『サタデー・ナイト・ライブ』ではアンコール・ナンバーの1曲として演奏した。

### その他のアーティストによるカバー
1970年に弘田三枝子がアルバム『弘田三枝子'70 ポピュラー・ビッグ・ヒッツ!』、1972年に沢田研二がアルバム『Julie III Sawada Kenji Recital』でカバーした。
1976年にロッド・スチュワートがシングル盤として発売し、全英シングルチャートで最高位11位を獲得。
1978年に公開された映画『サージェント・ペパーズ・ロンリー・ハーツ・クラブ・バンド』には、ピーター・フランプトン & ビージーズによるカバー・バージョンが使用された。サウンドトラック盤にも収録され、演奏にはビリー・プレストンも参加した。